# Лутсен (тауншип, Миннесота)
Лутсен (англ. Lutsen) — тауншип в округе Кук, Миннесота, США. На 2010 год его население составило 415 человек. Тауншип был назван в честь немецкого города Лютцен, в котором во время битвы 1632 года погиб шведский король Густав II Адольф

## География
По данным Бюро переписи населения США площадь тауншипа составляет 273,9 км², из которых 253,5 км² занимает суша, а 20,4 км² — вода (7,43 %).

## Демография
По данным переписи населения 2010 года в тауншипе Лутсен проживали 415 человек, было 210 домохозяйств и 114 семей. Плотность населения — 1,5 чел./км². Расовый состав населения: 97,1 % белых, 0,2 % афроамериканцев, 1,2 % коренных американцев и представители двух и более рас — 1 %.
Из 210 домашних хозяйств 50,5 % представляли собой совместно проживающие супружеские пары (11,4 % с детьми младше 18 лет), в 1,9 % домохозяйств женщины проживали без мужей, в 1,9 % домохозяйств мужчины проживали без жён, 45,7 % не имели семьи. В среднем домашнее хозяйство вели 1,98 человека, а средний размер семьи — 2,56 человека.
Население города по возрастному диапазону распределилось следующим образом: 12,8 % — жители младше 18 лет, 3,1 % — между 18 и 21 годами, 61,0 % — от 21 до 65 лет и 23,1 % — в возрасте 65 лет и старше. Средний возраст населения — 49,9 года. На каждые 100 женщин приходилось 107,5 мужчин, при этом на 100 совершеннолетних женщин приходилось уже 110,5 мужчин сопоставимого возраста.
В 2010 году из 241 трудоспособного жителя старше 16 лет имели работу 146 человек. При этом мужчины имели медианный доход в 40 833 доллара США в год против 27 981 доллара среднегодового дохода у женщин. В 2014 году медианный доход на семью оценивался в 54 750 $, на домашнее хозяйство — в 49 306 $. Доход на душу населения — 32 825 $. 15,1 % от всего числа семей и 12,9 % от всей численности населения находилось на момент переписи за чертой бедности.